# Козјак (Каштела)
Козјак је планина у Далмацији, у Републици Хрватској. Налази се изнад Каштела. Највиши врх планине износи 779 метара.